# Избори за одборнике Скупштине Београда 1947.
Први послератни избори за органе народне власти у Београду одржани су 27. априла 1947. године.

## Послератне прилике
Београд је ослобођен 20. октобра 1944. године. Пре тога, град је био под окупацијом, а прву војну и цивилну власт организовала је Команда града Београда, на челу са генералом Љубодрагом Ђурићем. Већ након шест дана, на седници Главног народноослободилачког одбора Србије, именован је Извршни народноослободилачки одбор града Београда, који је упоредо са одељцима команде места вршио и функције власти, што значи да је радио на нормализацији живота и завођењу реда у граду. Међутим, то је био само привремен орган, који би био замењен чим се стекну услови за организовање редовних избора.
За првог председника овог Извршног народноослободилачког одбора града именован је Михајло Ратковић (који је по занимњу био столар у чијој столарској радњи комунисти су одржавали тајне састанке током Другог светског рата), који је на том положају остао све до 27. септембра 1946. године, када се захвалио на указаном поверењу и замолио да се ослободи дужности. Након његове оставке, до првих избора за органе града, по одлуци Президијума Народне скупштине Народне Републике Србије, дужност првог човека Београда обављао је Нинко Петровић из Уједињене земљорадничке странке.

## Пред изборе
Београд је ишао у сусрет изборима за градске органе власти у знаку масовних радних акција чланова Народног фронта. Фебруара 1947, ова организација окупљала је преко 141.000 чланова, и то без Народне омладине. Била је груписана у 1.160 основних организација са око 7.000 чланова руководећих органа. Чланови Народног фронта дали су велики број радних часова на уређењу и реконструкцији Теразија.

## Резултати
Кандидатска листа Народног Фронта била је и једина листа на овим изборима. На изборима 27. априла 1947. године изабрано је 200 одборника за градски народни одбор. Тиме је и после две године, привремени Извршни народни одбор замењен изабраним Градским народним одбором, који је своје прво заседање одржао 17. и 19. маја 1947. године, и на њему изабрао нови Извршни одбор. За председника Извршног одбора изабран је Нинко Петровић, који је до тада обављао ову функцију.